# Yvonne Ridley

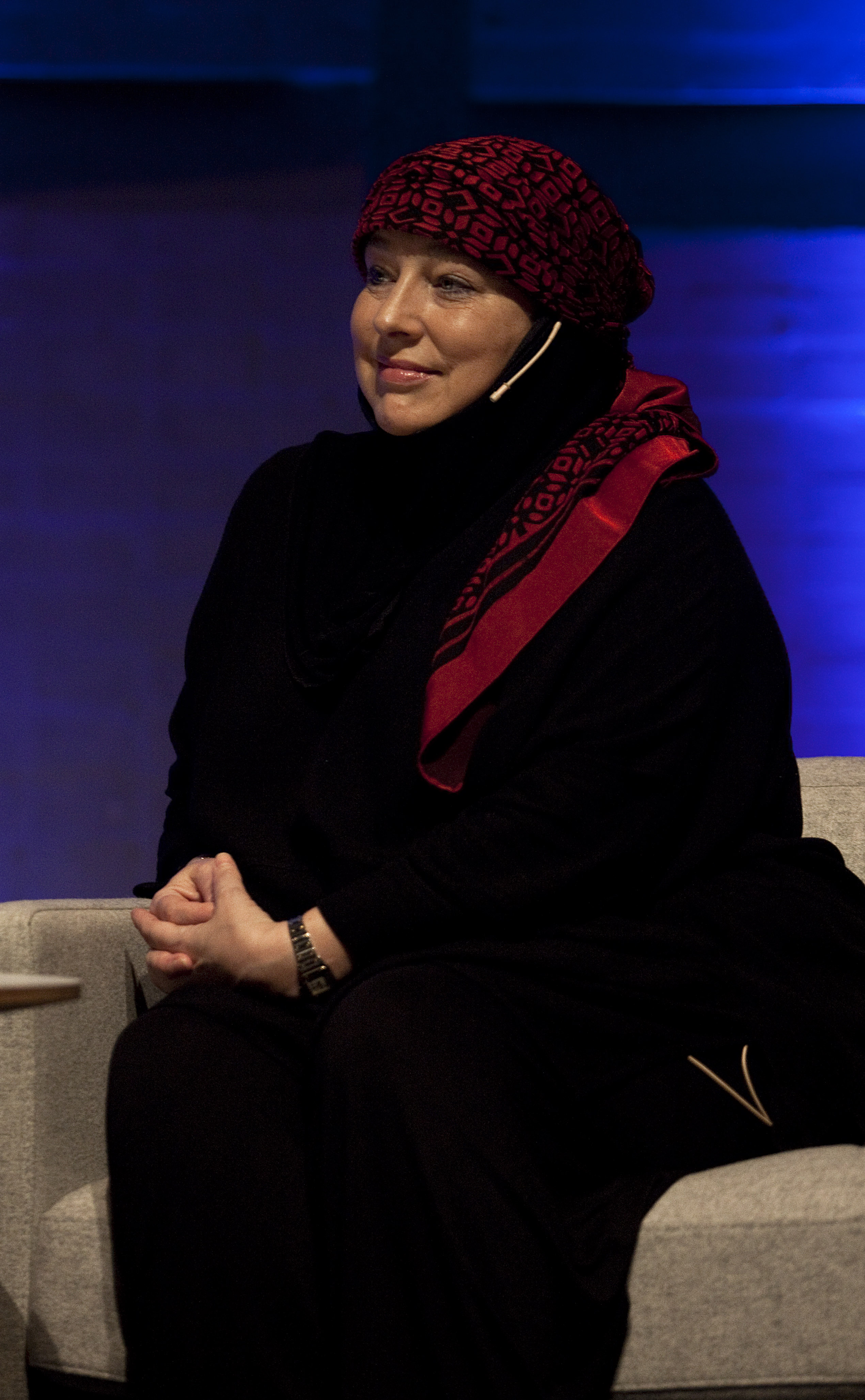
Yvonne Ridley 2010.

Yvonne Ridley, född 23 april 1958 i Stanley i County Durham, är en brittisk journalist.

## Biografi
Yvonne Ridley kidnappades av talibaner i Afghanistan 2001 i samband med att hon arbetade där på uppdrag av Sunday Express. Efter sin frigivning konverterade hon till islam. Hon har varit kandidat för det numera nedlagda Respectpartiet.
År 2011 talade Ridley på konferensen Antiterrorindustrin – måltavla förorten arrangerad av Afrosvenskarnas riksförbund. Samma år blev hon inbjuden till en konferens i Sveriges riksdag av riksdagsledamoten Mehmet Kaplan (mp). Under de muslimska familjedagarna som anordnades 2013 av Islamiska förbundet i Sverige, studieförbundet Ibn Rushd och Sveriges Unga Muslimer talade bland andra Yvonne Ridley. 
Enligt tidskriften Expo skall hon ha haft samröre med antisemiter och hon skall även ha framfört antisemitiska åsikter på sin hemsida. Ridley har beskrivit judendomen som en dödskult vars syfte är att erövra världen. Hon har också gett uttryck för att sionister borde spåras och dödas samt påstått att Israel utnyttjar Förintelsen i politiska syften.